# أرماند غوثير
أرماند غوثير (بالفرنسية: Armand Gauthier)‏ هو سياسي فرنسي، ولد في 28 سبتمبر 1850 في فرنسا، وتوفي في 10 مايو 1926 في باريس في فرنسا. حزبياً، نشط في التحالف الجمهوري الديمقراطي. وقد انتخب عضو مجلس الشيوخ في الجمهورية الفرنسية الثالثة وانتخب عضو المجلس العام ‏.